# Hibiscus heterophyllus
Espèce
Classification phylogénétique
Hibiscus heterophyllus est une espèce de plantes à fleurs de la famille des Malvaceae. Il est endémique à l'Australie, trouvé en Nouvelle-Galles du Sud et au Queensland.
C'est un arbuste ou un petit arbre qui produit des fleurs qui sont de couleur blanche, rose pâle ou jaune et disposent d'un centre pourpre.
Les branches souvent épineuses: les feuilles glabres varient de linéaires à lancéolées et elliptiques-oblongs.

## Galerie

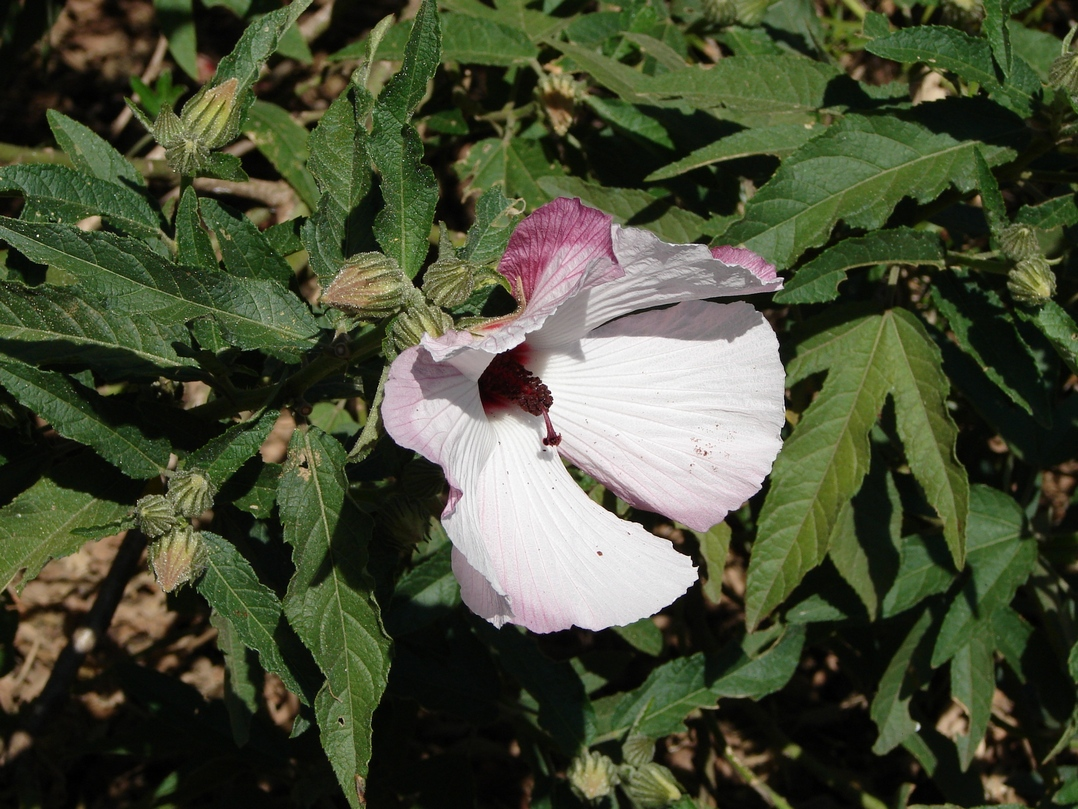
Feuilles et fleur.
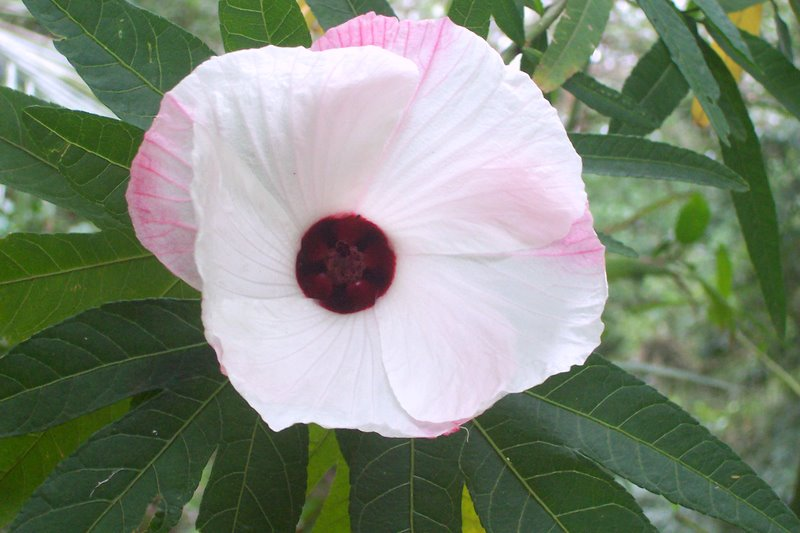
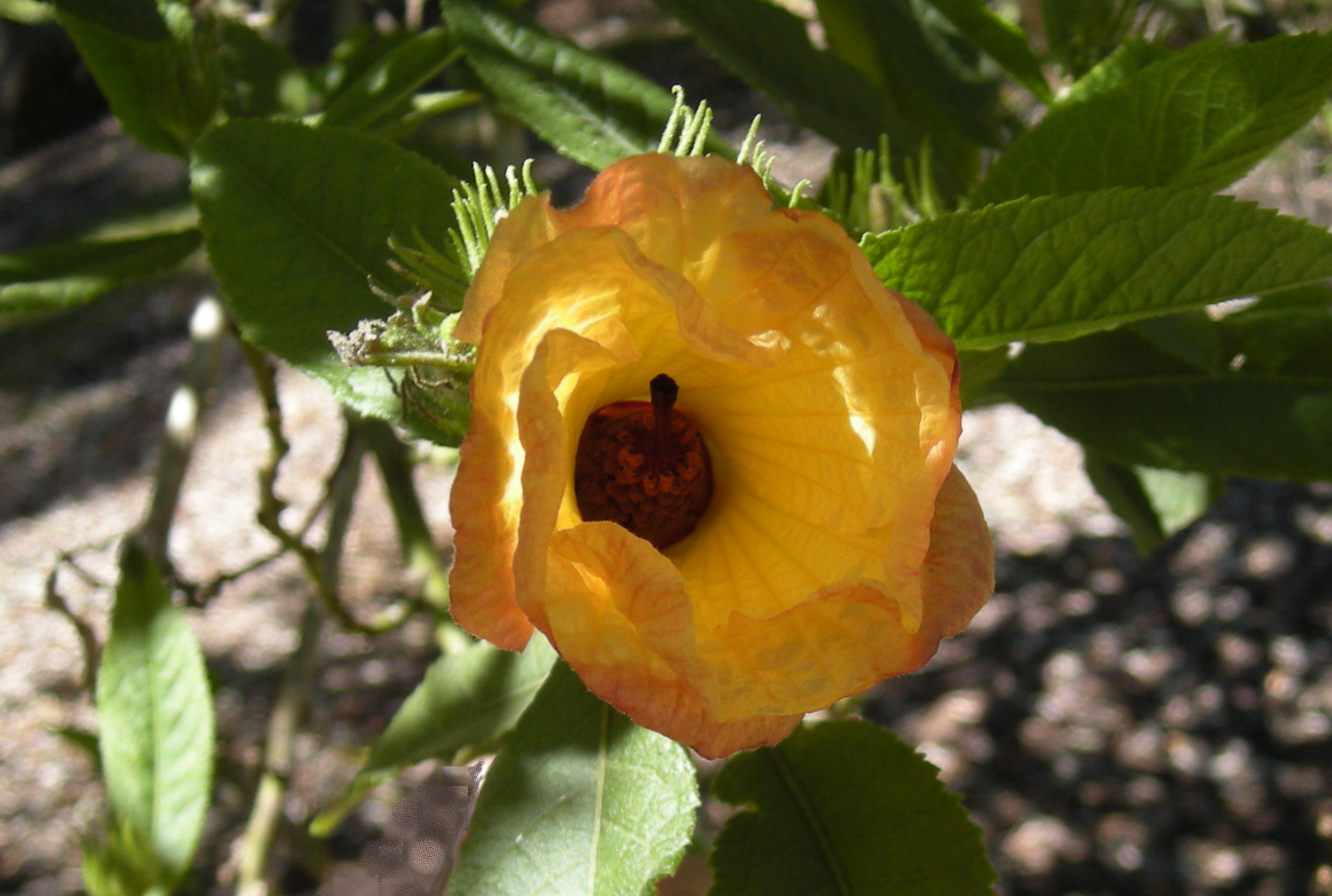